# Vilanova d'Ozcos
Vilanova d'Ozcos (em galego-asturiano e oficialmente) ou Villanueva de Oscos (em espanhol) é um concelho (município) da Espanha na província e Principado das Astúrias. Tem 72,98 km² de área e em 2019 tinha 292 habitantes (densidade: 4 hab./km²).
Embora não faça parte da Galiza é um dos municípios das Astúrias onde tradicionalmente se fala galego.

## Demografia
| Variação demográfica do município entre 1991 e 2004 | Variação demográfica do município entre 1991 e 2004 | Variação demográfica do município entre 1991 e 2004 | Variação demográfica do município entre 1991 e 2004 |
| --------------------------------------------------- | --------------------------------------------------- | --------------------------------------------------- | --------------------------------------------------- |
| 1991                                                | 1996                                                | 2001                                                | 2004                                                |
| 480                                                 | 428                                                 | 419                                                 | 416                                                 |